# Xã Carrolton, Quận Fillmore, Minnesota
Xã Carrolton (tiếng Anh: Carrolton Township) là một xã thuộc quận Fillmore, tiểu bang Minnesota, Hoa Kỳ. Năm 2010, dân số của xã này là 314 người.